# Karl Malone
Karl Anthony Malone (Summerfield, Luisiana, 24 de julio de 1963) es un exjugador de baloncesto estadounidense, miembro del Basketball Hall of Fame que disputó 19 temporadas en la NBA, 18 de ellas en los Utah Jazz, donde formó, junto con el base John Stockton, una de las parejas más relevantes de la historia de la NBA. Con 2,06 metros de altura, jugaba de ala-pívot y era conocido por el sobrenombre de «The Mailman» (el cartero) por su capacidad de anotación, su velocidad y su reparto de canastas.
A lo largo de su carrera consiguió dos medallas de oro en Juegos Olímpicos, dos premios a jugador más valioso de la NBA y 11 nominaciones en el mejor quinteto de la NBA, siendo además el quinto jugador que más veces ha estado seleccionado para disputar el All-Star Game de la NBA con 14 convocatorias. Malone es el tercer máximo anotador de la historia de la NBA con 36 928 puntos, solo por detrás de LeBron James y Kareem Abdul-Jabbar.

## Trayectoria deportiva

### Universidad
Jugó durante tres temporadas con los Bulldogs de la Universidad Tecnológica de Luisiana, en las que promedió 18,7 puntos y 9,3 rebotes por partido. En 1983 fue elegido como mejor jugador de la Southland Conference, siendo elegido además en dos ocasiones en el mejor quinteto del torneo de la conferencia.

### Profesional

#### Su elección en el Draft (1985)
Fue elegido en la decimotercera posición del Draft de la NBA de 1985 por Utah Jazz, pero su elección y posterior contratación no fue sencilla. El jefe de ojeadores de los Jazz, Scott Layden y el entonces entrenador asistente Jerry Sloan barajaban una serie de nombres para un puesto tan bajo como el 13 en el draft, gente como Bill Wennington, Charles Oakley o Terry Porter, pero poco antes del día de la elección supieron de las habilidades de un jugador proveniente de una conferencia menor, la Southland, pero prácticamente la descartaron dando por hecho que los Washington Bullets, que elegían en el puesto 12, se les adelantaría. Además, hubo un pequeño conflicto con el agente de Malone, ya que este consideraba a los Jazz como malos pagadores, tras la polémica suscitada un año antes con Adrian Dantley y su agente, pero un torneo celebrado en Dallas entre profesionales y amateurs acabó despejando todas las dudas: el jugador hizo 18 puntos y cogió 13 rebotes teniendo en frente a otro jugador de su mismo apellido, Moses Malone, hecho que finalmente decantaría su elección. El hecho de que jugadores como Benoit Benjamin, Jon Koncak, Joe Kleine o Ed Pinckney fueran elegidos antes que él demuestran el escaso interés de muchos equipos por jugadores de universidades pequeñas como Louisiana Tech.

#### Un equipo en torno a Malone (1986-1992)
Su llegada a la liga confirmó las esperanzas depositadas en él. En su primera temporada promedió 14,9 puntos, 8,9 rebotes y 2,9 asistencias por partido jugando como titular en 76 de los 81 partidos que disputó, lo que le supuso ser incluido en el mejor quinteto de rookies.

#### Los Jazz de Stockton y Malone (1992-1998)

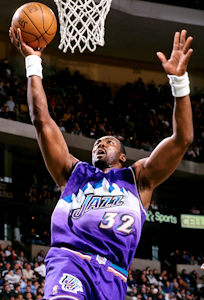
Malone con los Utah Jazz en 1997.

En los Jazz formó pareja con el base John Stockton, junto a quien formó uno de los dúos que mejor ha interpretado el pick and roll. Karl Malone llegó a jugar en los playoffs en cada una de sus 19 temporadas. Llegó a jugar dos finales consecutivas, en 1997 y 1998, pero no pudo llegar a conseguir el anillo de campeón debido a que su equipo perdió con los Chicago Bulls de Michael Jordan, Scottie Pippen y Dennis Rodman.

#### La decadencia (1998-2003)
Tras el lockout, Malone logró su segundo MVP pero su equipo fue eliminado en segunda ronda de playoffs por Portland Trail Blazers, los Jazz ya no volverían a ser serios candidatos al título. Pese a que los Jazz descendieron sus prestaciones con el paso del tiempo, el rendimiento de Malone siguió siendo excelente, con 25.5, 23.2, 22.4 y 20.6 puntos por partido en las cuatro sucesivas temporadas. El 22 de abril de 2000, en primera ronda ante Seattle Supersonics, Malone anotó 50 puntos, su récord personal en playoffs. 
La temporada 2002-03, Malone quedó como segundo máximo anotador de la historia de la NBA, superando a Wilt Chamberlain y quedando detrás de Kareem Abdul-Jabbar con 38.374 puntos.

#### Retirada en los Lakers
En 2003, tras la retirada de su compañero de equipo y amigo John Stockton, Karl Malone decidió dejar el equipo en busca del anillo de campeón. Para ello decidió fichar por Los Angeles Lakers, equipo en el que coincidió con Kobe Bryant, Shaquille O'Neal, Gary Payton (dando lugar a los llamados "cuatro magníficos") y el entrenador Phil Jackson (ganador de 6 anillos con los Bulls en los 90). Como su dorsal en los Jazz, el 32, había sido retirado en honor a Magic Johnson, Malone eligió llevar el 11, número que portaba habitualmente con la selección nacional de Estados Unidos.
Pero no tuvo el éxito esperado, pasó gran parte de la temporada con problemas de lesiones. Tras un gran esfuerzo se llegó a las esperadas finales donde, los Detroit Pistons ganaron a los Lakers, perdiendo así la posibilidad del anillo. Debido a sus lesiones de rodilla y sus encontronazos con Kobe Bryant, una de las principales figuras del equipo, Malone decidió no renovar su contrato.
En febrero de 2005, y ya con Malone como agente libre, se rumoreó que podría recalar en San Antonio Spurs, pocos días después, el 13 de febrero de 2005, en el recinto de los Utah Jazz, Malone anunció su retirada del baloncesto tras 19 temporadas como profesional.

### Tras la retirada
El 23 de marzo de 2006, los Jazz retiraron la mítica camiseta de Malone con el número 32. También se colocó una estatua de bronce a tamaño natural en la entrada del Energy Solutions Arena, junto a otra de su gran compañero y amigo John Stockton.
El 31 de mayo de 2007, se convierte en director de promoción de baloncesto en su alma mater, la Universidad Tecnológica de Luisiana, donando $350,000 al departamento deportivo.
El 29 de mayo de 2013, regresa a los Jazz para trabajar en el departamento técnico.

## Estadísticas de su carrera en la NBA
|  | Récord de la NBA |

### Temporada regular
| Año      | Equipo      | PJ   | PT   | MPP  | %TC  | %3P  | %TL  | RPP  | APP | ROB | TPP | PPP  |
| -------- | ----------- | ---- | ---- | ---- | ---- | ---- | ---- | ---- | --- | --- | --- | ---- |
| 1985-86  | Utah        | 81   | 76   | 30.6 | .496 | .000 | .481 | 8.9  | 2.9 | 1.3 | .5  | 14.9 |
| 1986-87  | Utah        | 82   | 82   | 34.8 | .512 | .000 | .598 | 10.4 | 1.9 | 1.3 | .7  | 21.7 |
| 1987-88  | Utah        | 82   | 82   | 39.0 | .520 | .000 | .700 | 12.0 | 2.4 | 1.4 | .6  | 27.7 |
| 1988-89  | Utah        | 82   | 82   | 39.0 | .519 | .313 | .766 | 10.7 | 2.7 | 1.8 | .9  | 29.1 |
| 1989-90  | Utah        | 82   | 82   | 38.1 | .562 | .372 | .762 | 11.1 | 2.8 | 1.5 | .6  | 31.0 |
| 1990-91  | Utah        | 82   | 80   | 40.3 | .527 | .286 | .770 | 11.8 | 3.3 | 1.1 | 1.0 | 29.0 |
| 1991-92  | Utah        | 81   | 81   | 37.7 | .526 | .176 | .778 | 11.2 | 3.0 | 1.3 | .6  | 28.0 |
| 1992-93  | Utah        | 82   | 82   | 37.8 | .552 | .200 | .740 | 11.2 | 3.8 | 1.5 | 1.0 | 27.0 |
| 1993-94  | Utah        | 82   | 82   | 40.6 | .497 | .250 | .694 | 11.5 | 4.0 | 1.5 | 1.5 | 25.0 |
| 1994-95  | Utah        | 82   | 82   | 38.1 | .536 | .268 | .742 | 10.6 | 3.5 | 1.6 | 1.0 | 26.7 |
| 1995-96  | Utah        | 82   | 82   | 38.0 | .519 | .400 | .723 | 9.8  | 4.2 | 1.7 | .7  | 25.7 |
| 1996-97  | Utah        | 82   | 82   | 36.6 | .550 | .000 | .755 | 9.9  | 4.5 | 1.4 | .6  | 27.4 |
| 1997-98  | Utah        | 81   | 81   | 37.4 | .530 | .333 | .761 | 10.3 | 3.9 | 1.2 | .9  | 27.0 |
| 1998-99  | Utah        | 49   | 49   | 37.4 | .493 | .000 | .788 | 9.4  | 4.1 | 1.3 | .6  | 23.8 |
| 1999-00  | Utah        | 82   | 82   | 35.9 | .509 | .250 | .797 | 9.5  | 3.7 | 1.0 | .9  | 25.5 |
| 2000-01  | Utah        | 81   | 81   | 35.7 | .498 | .400 | .793 | 8.3  | 4.5 | 1.1 | .8  | 23.2 |
| 2001-02  | Utah        | 80   | 80   | 38.0 | .454 | .360 | .797 | 8.6  | 4.3 | 1.9 | .7  | 22.4 |
| 2002-03  | Utah        | 81   | 81   | 36.2 | .462 | .214 | .763 | 7.8  | 4.7 | 1.7 | .4  | 20.6 |
| 2003-04  | L.A. Lakers | 42   | 42   | 32.7 | .483 | .000 | .747 | 8.7  | 3.9 | 1.2 | .5  | 13.2 |
| Total    | Total       | 1476 | 1471 | 37.2 | .516 | .274 | .742 | 10.1 | 3.6 | 1.4 | .8  | 25.0 |
| All-Star | All-Star    | 12   | 8    | 20.3 | .542 | –    | .725 | 6.2  | 1.6 | 1.0 | .4  | 12.1 |

### Playoffs
| Año   | Equipo      | PJ  | PT | MPP  | %TC  | %3P   | %TL  | RPP  | APP | ROB | TPP | PPP  |
| ----- | ----------- | --- | -- | ---- | ---- | ----- | ---- | ---- | --- | --- | --- | ---- |
| 1986  | Utah        | 4   | –  | 36.0 | .528 | –     | .423 | 7.5  | 1.0 | 2.0 | .0  | 21.8 |
| 1987  | Utah        | 5   | –  | 40.0 | .420 | –     | .722 | 9.6  | 1.2 | 2.2 | .8  | 20.0 |
| 1988  | Utah        | 11  | –  | 44.9 | .482 | –     | .723 | 11.8 | 1.5 | 1.2 | .6  | 29.7 |
| 1989  | Utah        | 3   | –  | 45.3 | .500 | –     | .813 | 16.3 | 1.3 | 1.0 | .3  | 30.7 |
| 1990  | Utah        | 5   | –  | 40.6 | .438 | .000  | .756 | 10.2 | 2.2 | 2.2 | 1.0 | 25.2 |
| 1991  | Utah        | 9   | 9  | 42.6 | .455 | .000  | .846 | 13.3 | 3.2 | 1.0 | 1.2 | 29.7 |
| 1992  | Utah        | 16  | 16 | 43.0 | .521 | .000  | .805 | 11.3 | 2.6 | 1.4 | 1.2 | 29.1 |
| 1993  | Utah        | 5   | 5  | 43.2 | .454 | .500  | .816 | 10.4 | 2.0 | 1.2 | .4  | 24.0 |
| 1994  | Utah        | 16  | 16 | 43.9 | .467 | .000  | .738 | 12.4 | 3.4 | 1.4 | .8  | 27.1 |
| 1995  | Utah        | 5   | 5  | 43.2 | .466 | .333  | .692 | 13.2 | 3.8 | 1.4 | .4  | 30.2 |
| 1996  | Utah        | 18  | 18 | 40.3 | .469 | .000  | .574 | 10.3 | 4.4 | 1.9 | .6  | 26.5 |
| 1997  | Utah        | 20  | 20 | 40.8 | .435 | .500  | .720 | 11.4 | 2.9 | 1.4 | .8  | 26.0 |
| 1998  | Utah        | 20  | 20 | 39.8 | .471 | .000  | .788 | 10.9 | 3.4 | 1.1 | 1.0 | 26.3 |
| 1999  | Utah        | 11  | 11 | 41.0 | .417 | .000  | .791 | 11.3 | 4.7 | 1.2 | .7  | 21.8 |
| 2000  | Utah        | 10  | 10 | 38.6 | .520 | 1.000 | .810 | 8.9  | 3.1 | .7  | .7  | 27.2 |
| 2001  | Utah        | 5   | 5  | 39.8 | .405 | .500  | .796 | 8.8  | 3.4 | 1.0 | .8  | 27.6 |
| 2002  | Utah        | 4   | 4  | 40.8 | .411 | .000  | .714 | 7.5  | 4.5 | .8  | .8  | 20.0 |
| 2003  | Utah        | 5   | 5  | 38.2 | .405 | .000  | .732 | 6.8  | 4.0 | 1.6 | .4  | 19.6 |
| 2004  | L.A. Lakers | 21  | 21 | 38.0 | .450 | .000  | .630 | 8.8  | 3.4 | 1.1 | .1  | 11.5 |
| Total | Total       | 193 | –  | 41.0 | .463 | .162  | .736 | 10.7 | 3.2 | 1.3 | .7  | 24.7 |

## Vida personal
Karl era el menor de nueve hermanos y fue criado en una granja por su madre soltera, Shirley. Shedrick Hay, su padre, estaba casado con otra mujer y formaba una familia con ella. Shedrick se suicidó cuando Karl tenía solo 3 años, aunque Malone no reveló el suicidio hasta 1994. De niño, Malone trabajaba a menudo en la granja, talaba árboles, cazaba y pescaba.
Malone es un ávido cazador y pescador.
Malone es conocido habitualmente por referirse a sí mismo en tercera persona.

### Hijos
Malone se casó con Kay Kinsey, ganadora del certamen Miss Idaho USA 1988, el 24 de diciembre de 1990. Tienen cuatro hijos: una hija Kadee (nacida el 8 de noviembre de 1991), otra hija Kylee (nacida el 7 de abril de 1993), un hijo Karl Jr. "K.J." (nacido el 8 de mayo de 1995), y una última hija Karlee (nacida en 1998). K.J. jugó al fútbol americano en la universidad LSU.
En 1998, el periódico sensacionalista The Globe publicó que Malone había sido demandado por paternidad poco después de iniciar su carrera profesional, a finales de la década de 1980. El periódico alegaba que era el padre de tres hijos: dos gemelos de Bonita Ford, una mujer de aproximadamente su edad de Summerfield (Luisiana), su ciudad natal, y uno con Gloria Bell, que tenía 13 años cuando dio a luz. Malone y Ford tenían 17 años cuando nacieron los gemelos Daryl y Cheryl Ford; Malone era un estudiante universitario de 20 años cuando Bell, a la edad de 13 años, dio a luz a Demetress Bell. A raíz del reportaje de Globe, Malone se reunió con los gemelos Ford por primera vez desde que los visitó en el hospital tras su nacimiento. Malone no se reunió con Bell en ese momento, y su abogado insistió en que había resuelto los pleitos antes de que se estableciera de forma concluyente la paternidad y, por tanto, seguía sin saber si era realmente el padre de alguno de los niños.
The Tribune confirmó que el juez del pleito de Bell dictaminó que Malone era el padre, no basándose en las pruebas presentadas, sino porque Malone no respondió a la demanda. El periódico también examinó documentos judiciales en los que se detallaban las pruebas que se habrían presentado si Malone hubiera respondido y se hubiera celebrado un juicio. Una de ellas era un análisis de sangre que concluía con un 99% de certeza que el padre de Bell era Malone o un hermano de Malone. El periódico también informaba de que la aplicación de la misma muestra de sangre a los gemelos Ford arrojaba una probabilidad igualmente alta de paternidad por parte de Malone. Según Tribune, Malone impugnó el fallo del tribunal con respecto a Bell, alegando que la sentencia que le hacía responsable de 125 dólares semanales en concepto de manutención de los hijos, además de los gastos médicos pasados y futuros, era excesiva. Antes de que se resolviera el recurso de Malone, el pleito se resolvió en términos confidenciales. En el caso de los gemelos Ford, se dictaminó que Malone era su padre cuando incumplió una orden judicial al negarse a revelar sus bienes o someterse a una prueba de ADN. Posteriormente, se llegó a otro acuerdo extrajudicial.
En otoño de 1998, Malone aceptó su paternidad de los gemelos Ford, y su mujer Kay Malone dijo públicamente que los gemelos eran miembros de la familia Malone. Desde entonces, Karl ha mantenido relación con los gemelos, cada una de las cuales jugó posteriormente al baloncesto universitario en su alma mater, Louisiana Tech. Más tarde, Cheryl Ford se dedicaría profesionalmente al baloncesto, jugando en los Detroit Shock de la WNBA.
Por su parte, Demetress Bell jugó en la NFL, para Buffalo Bills, Philadelphia Eagles, y Dallas Cowboys. en 2008, The Buffalo News informó de que el primer encuentro de Bell con Malone se produjo poco después de que Bell se graduara en el instituto. Según Bell, Malone le dijo entonces que era "demasiado tarde" para que tuvieran una relación padre-hijo. Sin embargo, en 2014, ambos repararon su relación y en 2018 mantenían un contacto regular.
En 2018, Malone dijo sobre su relación con sus hijos mayores:

"I didn't handle it right; I was wrong. ... Father Time is the biggest thief that's out there, and you can't get that back."
"No lo manejé bien; me equivoqué. ... El Padre Tiempo es el mayor ladrón que existe, y eso no se puede recuperar."